# 斯拉文·比利奇
斯拉文·比利奇（發音：[slâʋen bǐːlit͡ɕ]；1968年9月11日—），前克羅地亞国家足球队运动员，退役後執教多家俱樂部。比利奇拥有一个法学硕士学位。

## 生平
比歷是在克羅地亞國內哈伊杜克队開始其球員生涯，至1993年以75萬英鎊轉費轉投德甲球會卡爾斯魯厄。
在帶領過球會打入歐洲足協杯準決賽以後，他以165萬英鎊轉會費轉戰英超，於1996年1月加盟韋斯咸。1997年8月比歷又以450萬英鎊轉會費加盟另一支英超球會愛華頓，事前有關轉會早已公布，但因比歷公開要先助韋斯咸護級，才於同年8月完成轉會。
比歷乃1990年代末國家隊的主力後衛，身高1.88米的他，擁有強健的體魄和敏銳的觸覺。他曾入選過國家隊出賽1996年歐洲國家杯，打入過次圈。1998年世界杯比歷再度入選，結果協助國家隊取得季軍。在準決賽對法國時，他被指在下半場時作出欺騙動作，導致對方後衛白蘭斯被逐離場。
自世界杯後比歷不斷受傷患影響，上陣時間大大減少。2000年他與球會達成協議，離開愛華頓重返家鄉聯賽效力，一季後宣佈掛靴。
退役後他執教過克羅地亞國家青年隊，其後則是克羅地亞國家隊主教練。

## 外部連結
- 斯拉文·比利奇 – FIFA國際賽競賽紀錄 (存檔)
- 斯拉文·比利奇在 National-Football-Teams.com 上的出场纪录
- Slaven Bilić （页面存档备份，存于） at ToffeeWeb.com